# Ana Carolina Itzaina
Ana Carolina Itzaina (* 14. Mai 1979) ist eine uruguayische Wasserspringerin.
Ana Carolina Itzaina nahm mit der uruguayischen Mannschaft an den Panamerikanischen Spielen 1995 in Mar del Plata teil. Auch im Folgejahr war Itzaina Teil des uruguayischen Aufgebots bei den Olympischen Sommerspielen 1996 in Atlanta. Dort belegte sie im olympischen Wettkampf Rang 30.